# 布蘭科 (加利福尼亞州圖萊里縣)
布蘭科（英語：Blanco）是位於美國加利福尼亞州圖萊里縣的一個非建制地區。該地的面積和人口皆未知。

## 地理
布蘭科的座標為36°02′10″N 119°30′40″W / 36.03611°N 119.51111°W，而該地的平均海拔高度為65米（即213英尺）。